# Rovensko pod Troskami
Rovensko pod Troskami település Csehországban, Semilyi járásban. Rovensko pod Troskami Veselá, Radostná pod Kozákovem, Holenice, Ktová, Tatobity, Žernov, Karlovice, Hrubá Skála, Újezd pod Troskami és Libuň településekkel határos. Lakosainak száma 1415 fő (2024. január 1.).

## Népesség
A település lakosságának változását az alábbi diagram mutatja:
| Lakosok száma | 2646 | 2669 | 2537 | 1731 | 1334 | 1262 | 1275 | 1277 | 1309 | 1415 |
|               | 1869 | 1890 | 1921 | 1950 | 1980 | 2001 | 2017 | 2019 | 2022 | 2024 |